# 4 ايه إنجن
4 ايه إنجن (بالإنجليزية: 4A Engine) ، هو محرك ألعاب التابعة لشركة 4أيه غيمز، أنشئت المحرك الإلكتروني سنة 2010، وهي برنامج احتكاري خاص بالشركة، حيث أنتجت عدداً من الألعاب الإلكترونية، ومن بينها سلاسل ألعاب مترو.

## مصدر
1. ↑  Metro 2033: 4A Engine specifications | PhysXInfo.com - PhysX News نسخة محفوظة 07 سبتمبر 2018 على موقع واي باك مشين.
2. ↑  Metrospective: 4A Games vs. Digital Foundry • Page 1 • Eurogamer.net نسخة محفوظة 05 نوفمبر 2018 على موقع واي باك مشين.
3. ↑  Metro 2033: 4A Engine impresses • Eurogamer.net نسخة محفوظة 05 نوفمبر 2018 على موقع واي باك مشين.